# Utgård
Utgård est un village de la municipalité de Hvaler, sur l'île de Vesterøy dans le comté d'Østfold, en Norvège.

## Description
Utgård est située dans le sud de l'île de Vesterøy, à environ 11 kilomètres à l'ouest de Rød et à trois kilomètres au sud de Hauge.
Utgårdskilen est le plus grand port de pêche de Norvège sur la côte du détroit de Skagerrak.